# Spähpanzer Luchs
Spähpanzer Luchs bylo západoněmecké osmikolové obojživelné průzkumné vozidlo společnosti Rheinmetall. Do služby bylo zavedeno roku 1975. Vyrobeno bylo 408 vozidel. Jejich jediným uživatelem byl Bundeswehr. Ve službě Luchs nahradilo čtyřkolové vozidlo Fennek. Přes svou velikost je Luchs dobře ovladatelný i v těžkém terénu.

## Vývoj

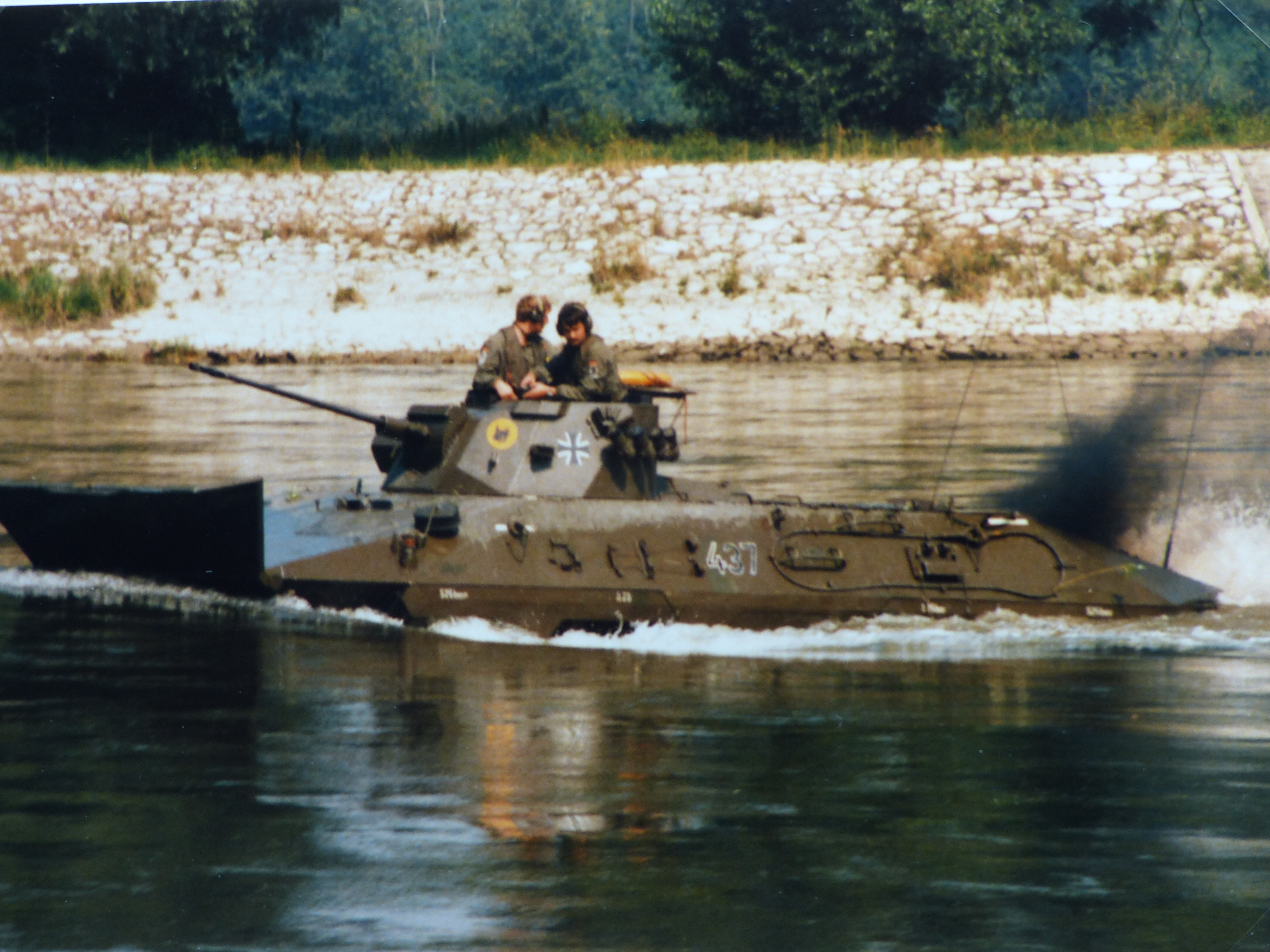
Luchs během plavby

Vozidlo vyvinula v letech 1968–1974 německá zbrojovka Rheinmetall jako náhradu za pásové průzkumné vozidlo Schützenpanzer SPz 11-2 Kurz (SPz 11). Do služby bylo přijato roku 1975. Sériovou výrobu 408 vozidel zajistila v letech 1975–1977 společost Thyssen-Henschel.

## Konstrukce

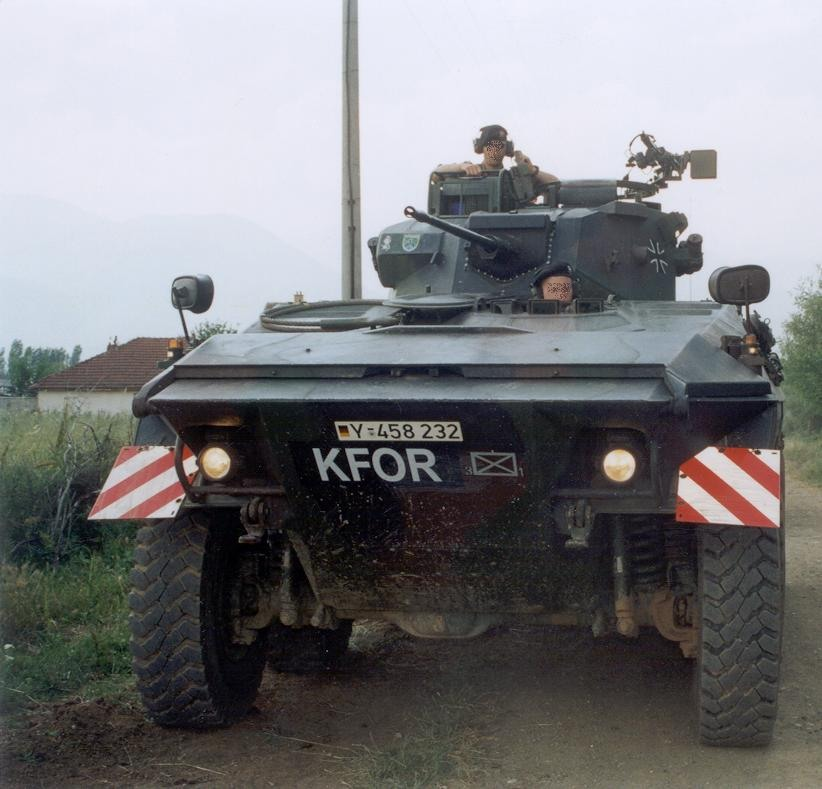
Luchs konfingentu KFOR v Kosovu

Čtyřčlennou posádku tvoří velitel, střelec, řidič, radista/druhý řidič. Chtání ji ocelový pancíř. Pro svou obranu je vyzbrojen 20mm kanónem Rheinmetall MK 20 Rh 202 ve dvoumístné věži. Zásoba munice je 375 nábojů. Dále může nést 7,62mm kulomet MG3 lafetovaný na střeše věže. Kolové vozidlo má znak náprav 8x8 a hydraulické odpružení. Pohání jej vícepalivový desetiválec Daimler-Benz OM 403A o výkonu 300 hp (benzín), nebo 390 hp (nafta). Na vodě jej pohání dva lodní šrouby. Nejvyšší rychlost na silnici dosahuje 90 km/h. Rychlost plavby je 10 km/h. Dosah je 730 km.